# Ronaldo Moraes
Ronaldo Moraes Silva, mais conhecido como Ronaldo Moraes (São Paulo, 21 de fevereiro de 1962), é um ex-futebolista que atuava como lateral-direito.
Se destacou jogando no Corinthians, Grêmio e Seleção Brasileira.

## Biografia
Revelado nas categorias de base do Corinthians, em 1982, começou sua carreira profissional nesse mesmo ano jogando por empréstimo no time paranaense do Operário.
Retornou ao Corinthians e foi bicampeão paulista em 1982 e 1983, o primeiro como reserva de Zé Maria e o segundo já como titular. Foi ainda vice-campeão em 1984 sendo que nesse mesmo ano foi convocado para a Seleção Brasileira pelo técnico Jair Picerni para disputar o torneio de futebol dos Jogos Olímpicos de 1984 tendo obtido a medalha de prata.
Depois das Olimpíadas, em uma troca com o zagueiro uruguaio Hugo de León, foi para o Grêmio onde foi campeão gaúcho em 1985.
Jogou também no Botafogo de Ribeirão Preto, em 1990, junto com seu antigo companheiro de Corinthians, Sócrates.
Depois da aposentadoria, Ronaldo treinou algumas equipes de base, como o São Bernardo e o Força Esporte. Em 2011, tornou-se técnico da Associação Atlética Flamengo de Guarulhos. 

## Títulos
Corinthians
- Campeonato Paulista: 1983

Grêmio
- Campeonato Gaúcho: 1985

## Campanhas de destaque
Seleção Brasileira
- Jogos Olímpicos: Medalha de prata - 1984

Corinthians
- Campeonato Paulista: 2º lugar - 1984